# Canet de la Tallada
Canet de la Tallada es una localidad española del municipio de La Tallada d'Empordà, perteneciente a la provincia de Gerona, en la comunidad autónoma de Cataluña.

## Toponimia
El nombre del lugar puede encontrarse referido con las variantes Canet de Verges y Canet de la Tallada.

## Historia
Hacia mediados del siglo XIX, el lugar, ya por entonces perteneciente a La Tallada, tenía contabilizada una población de 90 habitantes. Aparece descrito en el quinto volumen del Diccionario geográfico-estadístico-histórico de España y sus posesiones de Ultramar de Pascual Madoz de la siguiente manera:

CANET DE VERGES: l. en la prov. y dióc. de Gerona (5 leg.), part. jud. de La Bisbal (2 1/2), aud. terr., c. g. de Barcelona (20), ayunt. de la Tallada; sit. en el terr. del Ampurdan, terr. llano, cerca del r. Ter, con buena ventilación y clima saludable. Tiene varias casas, y una igl. parr. servida por un cura de ingreso; los vec. se sirven de aguas de pozo, para beber y demás usos domésticos. El térm. confina con los de Ullá, Tallada y Verges; este último del part. de Gerona. El terreno es de mediana calidad; le cruzan algunos caminos locales. prod.: trigo, legumbres, vino y aceite; cría ganado de todas clases y caza de conejos y perdices. pobl.: 13 vec., 90 alm. cap. prod.: 3.361,600. imp. 8,040.
(Madoz, 1846, p. 450)

En 2022, la entidad singular de población tenía empadronados 34 habitantes y el núcleo de población 28 habitantes.